# Byłgarski futbolen syjuz
Byłgarski futbolen syjuz (BFS, bułg. Български футболен съюз, БФС) - ogólnokrajowy związek sportowy działający na terenie Bułgarii, posiadający osobowość prawną, będący jedynym prawnym reprezentantem bułgarskiej piłki nożnej (jedenastoosobowej, halowej, plażowej), zarówno mężczyzn, jak i kobiet, we wszystkich kategoriach wiekowych w kraju i za granicą.
Od 1924 roku Bułgaria należy do FIFA, a od 1954 – do UEFA.
BFS został powołany w 1985 roku i jest spadkobiercą założonego w 1923 Departamentu Piłki Nożnej:
- 1923–1944 – Departament Piłki Nożnej przy Bułgarskiej Federacji Sportu
- 1944–1948 – Centralny Komitet Piłki Nożnej
- 1948–1962 – Sekcja Piłki Nożnej Republiki Bułgarii
- 1962–1985 – Bułgarska Federacja Piłki Nożnej
- od 1985 – Bułgarski Związek Piłki Nożnej

## Reprezentacja
Więcej czytaj na stronie Reprezentacja Bułgarii w piłce nożnej.
- Miejsce w rankingu FIFA – 27 (stan na 16 grudnia 2008)
- Najwięcej meczów w kadrze – Borisław Michajłow (102)
- Najwięcej goli w kadrze – Christo Bonew (47)
- Bilans w finałach mistrzostw świata – 7 startów: 26 meczów (4-7-15), bramki 23-53 (stan na 1 stycznia 2009)

## Prezesi BFS
- 1923–1944 – komitet prezesów
- 1946–1948 – Georgi Stojanow
- 1948 – Izak Katalan
- 1948–1949 – Iwan Nikołow
- 1949–1951 – Mładen Nikołow
- 1951–1952 – Petyr Kolarow
- 1952–1959 – Stefan Petrow
- 1969–1961 – Łaczezar Awramow
- 1961–1962 – Kirył Nestorow
- 1962–1970 – Nedjalko Donski
- 1970–1975 – Danaił Nikołow
- 1975–1979 – Iwan Nikołow
- 1979–1982 – Krum Wasilczew
- 1982–1984 – Dimityr Nikołow
- 1984–1986 – Iwan Szpatow
- 1986–1990 – Andon Trajkow
- 1990–1991 – Sławczo Tepawiczarow
- 1991–1993 – Dimityr Łargow
- 1993–1994 – Walentin Michow
- 1994–1995 – Christo Danow
- 1995–2005 – Iwan Sławkow
- od 2005 – Borisław Michajłow

## Selekcjonerzy drużyny narodowej
Lata urzędowania – liczba meczów – narodowość – nazwisko
| - 1924 – 2 – Leopold Nich - 1925 – 1 – Willibold Scheiscal - 1927–1930 – 13 – Paweł Grozdanow - 1930 – 1 – Carl Nemes - 1931 – 6 – Otto Feist - 1923–1933 – 13 – Paweł Grozdanow - 1934–1935 – 8 – Karoly Foggle - 1936 – 1 – Iwan Batandżijew - 1936 – 1 – Geno Matejew - 1937–1938 – 5 – Stanislav Toms - 1938 – 1 – Konstantin Maznikow - 1939 – 2 – Iwan Radojew - 1940 – 2 – Franz Koler - 1942 – 2 – Iwan Radojew - 1943 – 1 – Iwan Batandżijew - 1946 – 3 – Todor Konow - 1947 – 1 – Michaił Manow - 1947 – 1 – Rezső Somlai - 1947 – 2 – Iwan Radojew - 1948 – 3 – Lubomir Angełow - 1948–1949 – 6 – Andor Haidu - 1950 – 2 – Stojan Ormandżiew - 1950 – 1 – Lubomir Angełow - 1950 – 1 – Iwan Radojew - 1952–1953 – 6 – Stojan Ormandżiew i Krum Milew - 1953 – 2 – Lubomir Angełow - 1953 – 2 – Stojan Ormandżiew - 1954 – 1 – Krum Milew - 1954–1955 – 4 – Stojan Ormandżiew i Krum Milew - 1955 – 1 – Georgi Paczedżiew - 1955 – 4 – Georgi Paczedżiew i Krum Milew - 1956 – 1 – Stojan Ormandżiew i Krum Milew - 1956 – 2 – Stojan Ormandżiew - 1956–1957 – 7 – Stojan Ormandżiew i Krum Milew - 1957 – 1 – Georgi Paczedżiew i Aleksander Popow - 1957 – 2 – Stojan Ormandżiew - 1957–1960 – 24 – Stojan Ormandżiew i Krum Milew - 1960–1962 – 12 – Stojan Ormandżiew, Georgi Paczedżiew, Stefan Bożkow i Krastjo Czakarow - 1962 – 4 – Georgi Paczedżiew - 1963 – 2 – Georgi Paczedżiew i Bella Volentik - 1963 – 4 – Bella Volentik - 1964 – 2 – Rudolf Vytlačil i Lubomir Angełow - 1965–1966 – 15 – Rudolf Vytlačil - 1966 – 2 – Dobromir Taszkow - 1967–1970 – 31 – Stefan Bożkow - 1970–1972 – 17 – Wasił Spasow - 1972 – 2 – Georgi Berkow - 1972 – 1 – Stojan Ormandżiew - 1972–1973 – 5 – Christo Mładenow - 1973 – 6 – Jonczo Arsow - 1973–1974 – 12 – Christo Mładenow - 1974 – 3 – Jonczo Arsow, Dimityr Dojczinow i Nikola Kowaczew - 1974 – 1 – Stojan Ormandżiew i Stojan Petrow - 1974 – 2 – Stojan Ormandżiew - 1974 – 6 – Christo Mładenow - 1975 – 10 – Stojan Ormandżiew - 1976 – 3 – Stojan Petrow - 1976 – 5 – Christo Mładenow i Jonczo Arsow - 1976 – 4 – Stojan Ormandżiew - 1977 – 8 – Christo Mładenow i Jonczo Arsow - 1977 – 2 – Stojan Ormandżiew - 1978 – 17 – Cwetan Ilczew - 1978 – 1 – Atanas Parzchelow - 1979 – 2 – Janko Dinkow - 1979 – 4 – Dobromir Taszkow - 1979 – 5 – Cwetan Ilczew - 1979 – 1 – Danko Rojew - 1980–1982 – 31 – Atanas Parzchelow - 1982–1986 – 51 – Iwan Wucow - 1986–1987 – 12 – Christo Mładenow - 1988–1989 – 19 – Boris Angełow - 1989 – 1 – Dimityr Penew i Georgi Wasilew (tymczasowo) - 1989–1991 – 12 – Iwan Wucow - 1991 – 2 – Krasimir Borisow (tymczasowo) - 1991–1996 – 51 – Dimityr Penew - 1996–1998 – 19 – Christo Bonew - 1998-2000 – 15 – Dimityr Dimitrow - 2000-2001 – 22 – Stojczo Mładenow - 2002-2004 – 24 – Płamen Markow - 2004-2007 – 28 – Christo Stoiczkow - 2007 – 2 – Stanimir Stoiłow (tymczasowo) - 2007 – 6 – Dimityr Penew - 2008 – 7 – Płamen Markow - od 2009 – Stanimir Stoiłow |